# Del Shodegan
Pour plus de détails, voir Fiche technique et Distribution.
Del Shodegan (en persan : دلشدگان) est un film iranien réalisé par Ali Hatami en 1992.

## Synopsis
Afin de préserver le patrimoine de la musique iranienne, un commerçant de productions culturelles, tente de faire enregistrer des disques de musique traditionnelle dans leurs radifs originaux des dastgâhs, les systèmes modaux différents de la musique traditionnelle de l’Iran.
Agha Hossein Delnavaz aura la mission de regrouper les meilleurs musiciens. Le groupe d’orchestre devra voyager en Europe. Malgré les inconvénients, Agha Hossein saura prendre des initiatives pour mener à bien sa mission.
En Europe, l’orchestre fait des représentations brillantes. La voix du chanteur du groupe, Taher Khan, remédiera à la dépression de la fille du consul ottoman. Mais de santé fragile, le chanteur lui-même n’échappe pas à la pneumonie.
De retour, lors de la Première Guerre mondiale, leur bateau devient par erreur la cible des tirs des canons. Le bateau coule, et on voit la boîte des enregistrements musicaux flotter sur les eaux de l’océan.

## Fiche technique
- Titre original : Del Shodegan
- Scénario et réalisation : Ali Hatami
- Production : Ali Hatami
- Pays :  Iran
- Langue : persan
- Genre : Drame Historique
- Durée : 91 minutes
- Date de sortie : 1992

## Distribution
- Faramarz Sedighi
- Amin Tarokh
- Akbar Abdi
- Hooshang Beheshti
- Anna Borkowska
- Mohammad Ali Keshavarz
- Shahla Riahi
- Hamid Jebeli
- Said Poorsamimi : Naser-Khan Deylaman
- Soroor Nejatollahi
- Jalal Moghadam
- Leila Hatami
- Turan Mehrzad
- Rogheyeh Chehreh-Azad
- Ali Asghar Garmsiri
- Mansoor Vala Magham
- Fathali Oveisi